# Lecco
Pour les articles homonymes, voir Lecco (homonymie).
Lecco est une ville de la province du même nom, en région Lombardie, en Italie. 
La ville porte le titre de Ville des Alpes de l'Année  2013.

## Géographie
Lecco se trouve dans la région de la plaine du Pô.
En bordure de la branche sud-est du lac de Côme, la ville se situe à 50 km au nord de Milan.
La proximité des montagnes et du lac de Côme, ainsi qu'un ensoleillement important et la qualité de vie, entraînent un tourisme important à Lecco et ses environs.

## Administration
| Période                                  | Période        | Identité        | Étiquette       | Qualité |
| ---------------------------------------- | -------------- | --------------- | --------------- | ------- |
| 14 mai 2001                              | 30 mai 2006    | Lorenzo Bodega  | Ligue du Nord   | maire   |
| 30 mai 2006                              | 30 mars 2010   | Antonella Faggi | Ligue du Nord   | maire   |
| 30 mai 2010                              | 5 octobre 2020 | Virginio Brivio | Parti démocrate | maire   |
| 5 octobre 2020                           | En cours       | Mauro Gattinoni | Parti démocrate | maire   |
| Les données manquantes sont à compléter. |                |                 |                 |         |

### Hameaux
- Acquate, Belledo, Bonacina, Castello, Chiuso, Germanedo, Laorca, Maggianico, Malavedo, Olate, Pescarenico, Rancio, San Giovanni, Santo Stefano
- Île Viscontea

### Communes limitrophes
Abbadia Lariana, Ballabio, Brumano (BG), Erve, Galbiate, Garlate, Malgrate, Mandello del Lario, Morterone, Pescate, Valmadrera, Vercurago

## Églises
- Basilica di San Nicolo
- Chiesa di Santa Maria Assunta
- Chiesa di San Giovanni Evangelista
- Chiesa di San Francisco
- Chiesa di San Carlo
- Chiesa di Santissimi Martiri Gervaso e Protaso
- Chiesa di Santi Materno e Lucia
- Chiesa di Santi Sisinio, Martirio ed Alessandro
- Chiesa di Santa Marta
- Chiesa di Sant'Andrea
- Chiesa di San Giorgio
- Chiesa di Santi Vitali e Valerio
- Chiesa di San Cipriano
- Santuario delle Beata Vergine della Vittoria

### Évolution démographique
Habitants recensés

## Jumelages
- Mâcon (France) à partir de 1973
- Overijse (Belgique) à partir de 1981
- Igualada (Espagne) à partir de 1990
- Szombathely (Hongrie) à partir de 1995
- Mytichtchi (Russie) à partir de 2005

## Personnalités
- Leonard de Vinci (1452-1519), non originaire de Lecco, évoque cette commune dans certains de ses cahiers, et y aurait peint le tableau de La Joconde[3].

- Jérôme Émilien (1481-1537), fondateur des Clercs réguliers de Somasque qui consacrent leur vie aux orphelins.

- Nino Castelnuovo (1936-2021), acteur de cinéma.

- Antonio Rossi (1968-), triple champion olympique de kayak.

## Galerie

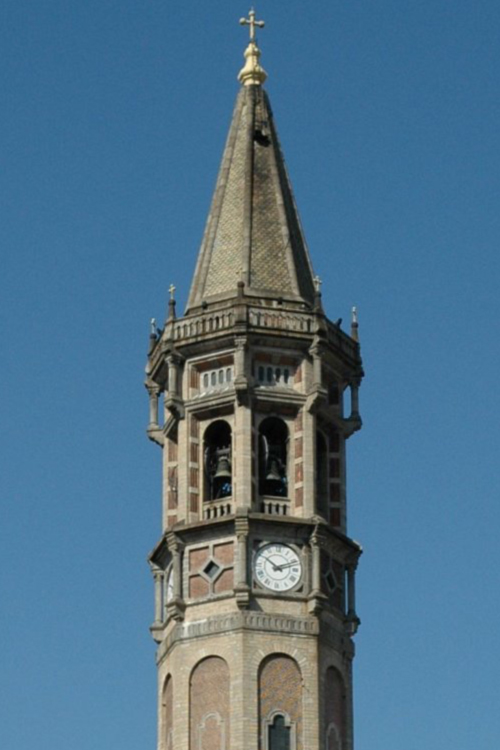
Clocher de la basilique.
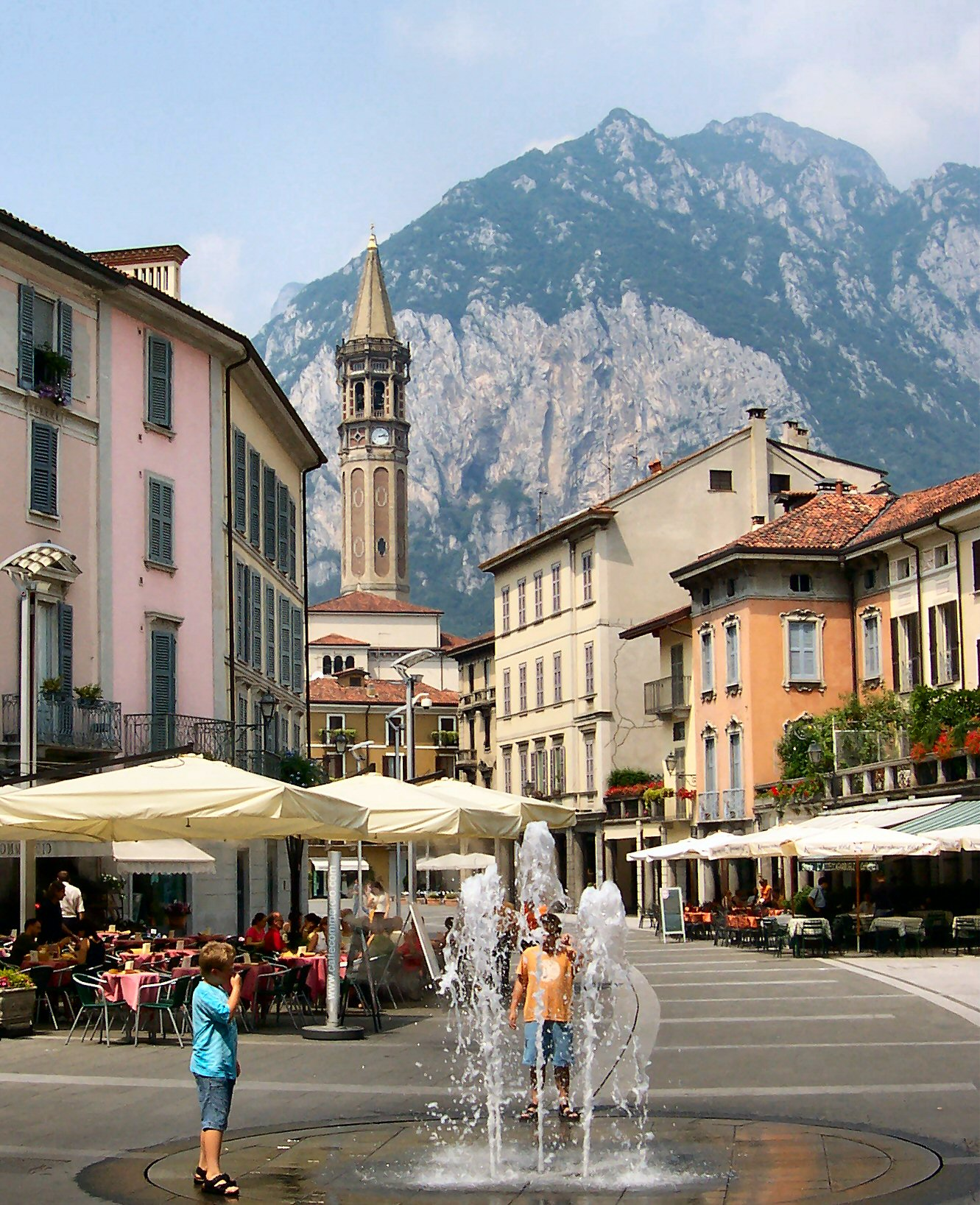
Centre de Lecco.
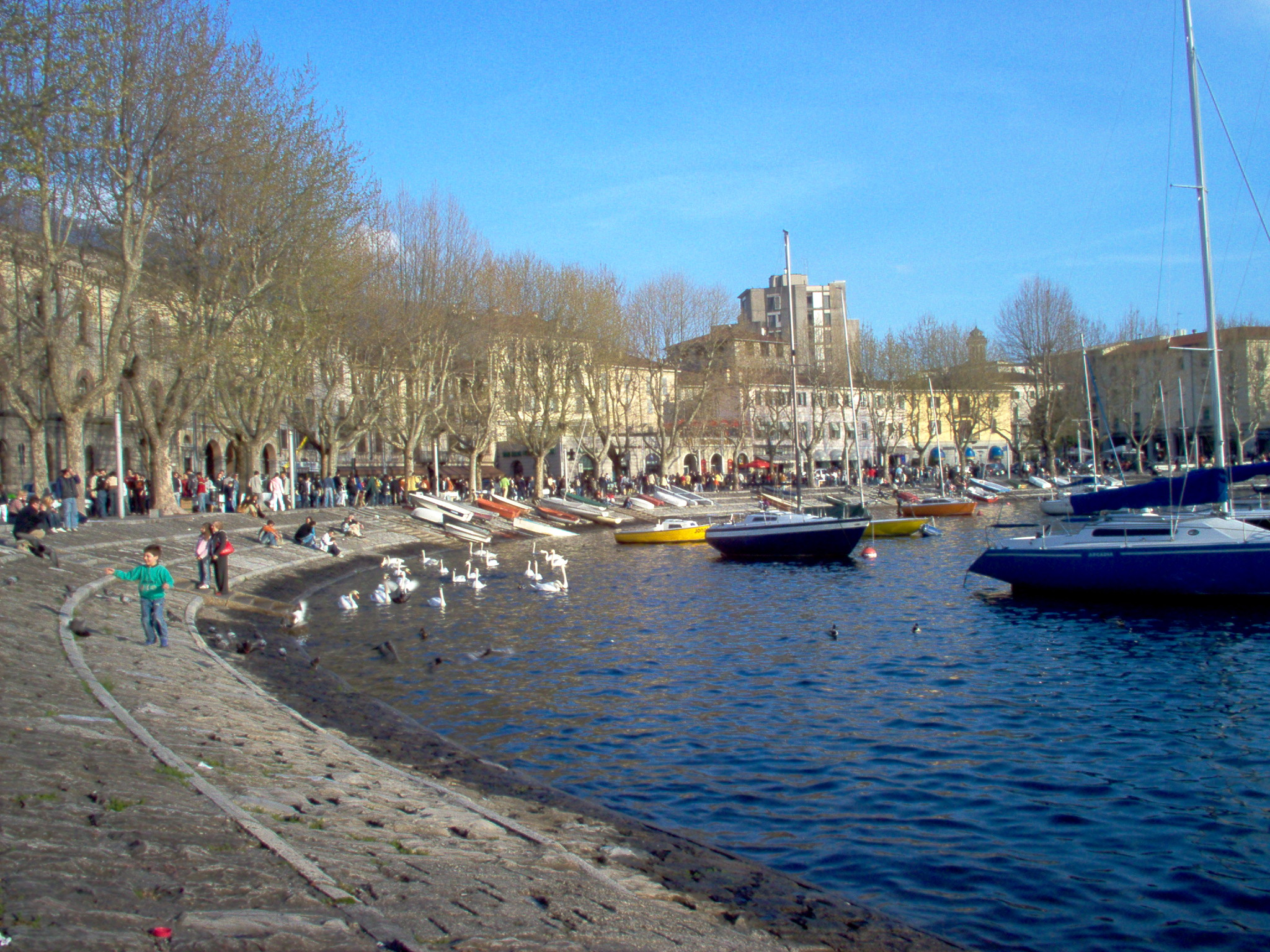
Port de Lecco.
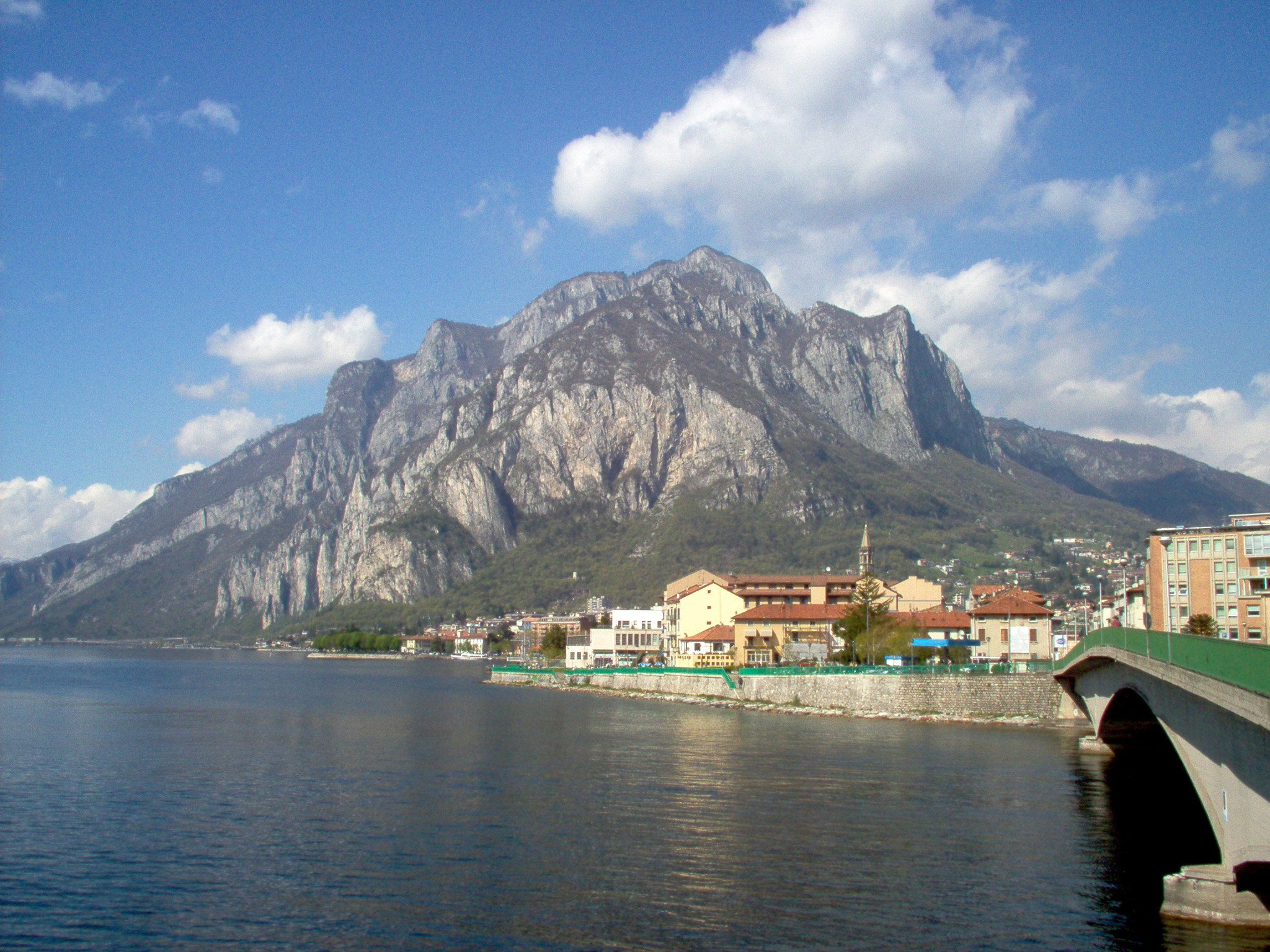
Lecco vue de Malgrate.
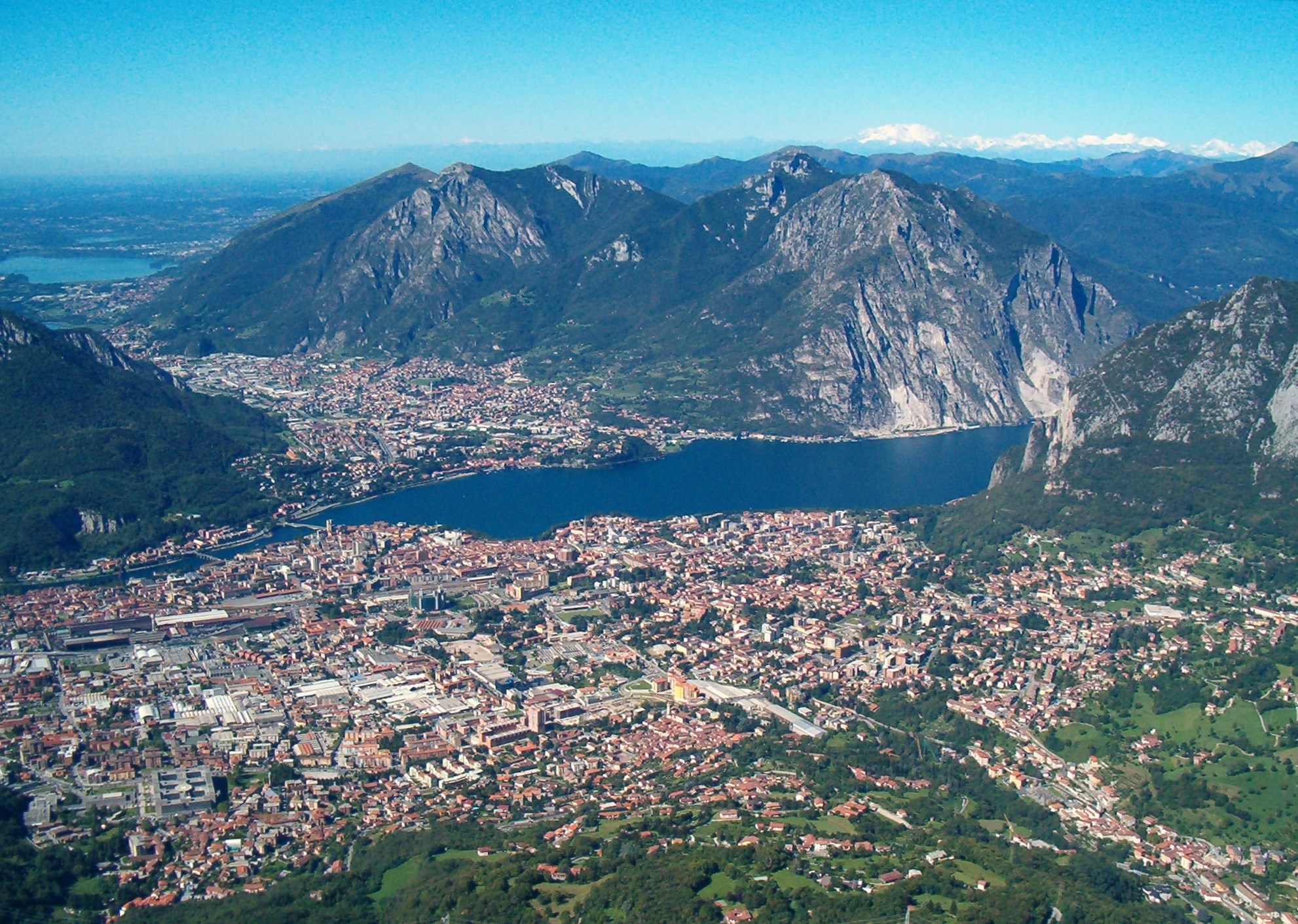
Lecco de Piani d'Erna, sous le mont Resegone.
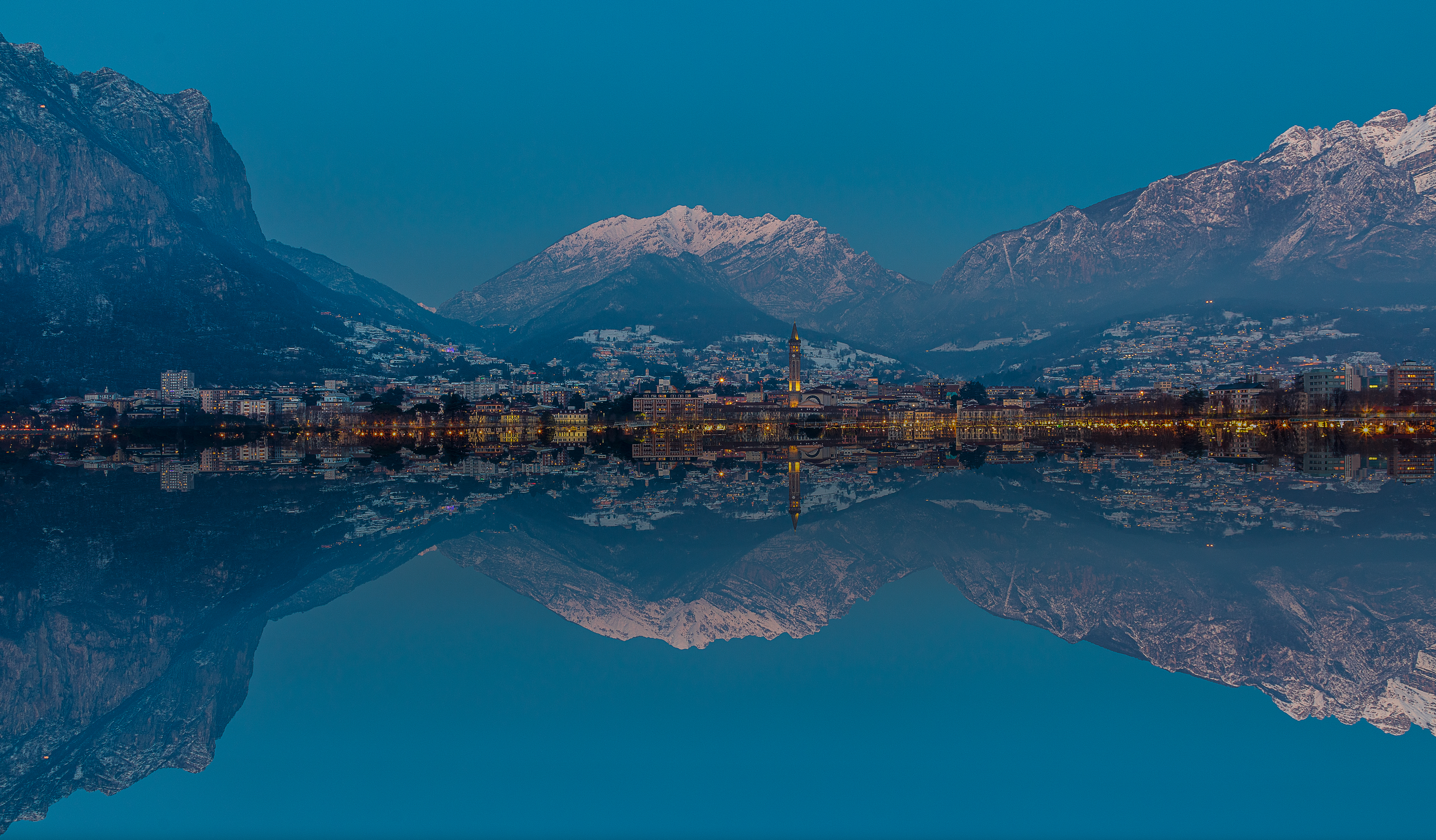
Lecco dans une demi-nuit.